# Hirsholm, Frederikshavn
Hirsholm är en ö i Danmark.   Den ligger i Frederikshavns kommun i Region Nordjylland, i den norra delen av landet, 230 km nordväst om Köpenhamn. Arean är 0,16 kvadratkilometer.
Hirsholm är den enda bebodda ön i ögruppen Hirsholmarna som ligger strax utanför Frederikshavn. Det bor en person på Hirsholm (2020).